# Agostino Arrivabene
Agostino Arrivabene (Rivolta d'Adda, 1967) is een Italiaanse kunstenaar die in de surrealistische stijl werkt. Hij laat zich inspireren door de oude meesters zoals Francisco Goya. Vanuit zijn zeventiende-eeuwse huis net buiten Milaan, Italië maakt hij zijn werken.

## Biografie
Arrivabene werd geboren in Rivolta d’Adda in 1967. Op 24-jarige leeftijd studeerde hij in 1991 af aan de Accademia di Brera. Arrivabene wijdde zich vervolgens aan de studie van meesters uit het verleden, zoals Leonardo, Dürer en Van Eyck. Hierbij ontwikkelde hij een surreële en visionaire stijl. Maar hij liet zich in zijn verbeelding van een ambigue seksualiteit inspireren door Gustave Moreau.
Arrivabene nam deel aan de tentoonstellingen Surrealismo padano: da De Chirico a Foppiani, in Piacenza in 2002, en Visionari, primitivi, eccentrici: da Alberto Martini a Licini, Ligabue, Ontani, in Potenza in 2005. In 2011 exposeerde Arrivabene op de Biennale di Venezia, gepresenteerd door Pierluigi Pizzi.
In 2006 en 2013 nam Arrivabene deel aan de Premio Michetti, waar hij in 2013 tot de drie winnaars behoorde.
In 1990 maakte Arrivabene een ets vol symboliek met het thema aids. Hierbij sloot hij aan bij de traditie van de vanitas-voorstellingen waarin vergankelijkheid centraal staat.
In de werken van Arrivabene lijken beelden van een oeuvre in een droomwereld opgesloten te zijn. Bij hem gaat de behoefte aan reflectie hand in hand met een studie van de oude meesters. De Griekse mythologie, androgyne schoonheidsidealen, magische rituelen en alchemie bepalen daarnaast een deel van de onderwerpen die Arrivabene in zijn voorstellingen weergeeft. Denk hierbij aan Ganymedes, Sebastiaan en Orpheus.
De Griekse mythe van Hermaphroditus wordt gerepresenteerd in Il rizoma di A.W.N. Pugin (2016). Arrivabene geeft hierin zijn persoonlijke visie op de transformatie van de Engelse romantische dichter Percy Shelley in een hermafrodiet. Hij heeft zijn voorstelling een mysterieuze sfeer gegeven waarin hij deze pionier van de gotische traditie in de literatuur koppelt aan de gangmaker van de herleving van de gotiek in de negentiende-eeuwse bouwkunst, de Engelse architect Augustus Welby Northmore Pugin.
Voor Arrivabenes vaak raadselachtige beelden graaft hij naar eigen zeggen diep in zijn onderbewustzijn om de donkerste kant van zichzelf naar buiten te keren: ‘Ik haal naar boven wat mijn diepste innerlijk beklemt… Ik vertaal universele menselijke waarden naar beelden, naar symbolen, of beter nog naar archetypen, die met behulp van een taal, die verbonden is met oeroude mysteries, de werkelijkheid transfigureren.’
Arrivabene's thematiek cirkelt vaak rond tegenstellingen, zoals dood versus leven, gezondheid versus ziekte en hoop versus angst, maar ook beelden van verlangen kunnen een plaats krijgen in zijn schilderijen. In een reeks werken van mannen in desolate landschappen, waarvan Il radunatore di nubi (1999) er één is, lijkt steeds een soort eenzame strijd verbeeld te worden, getuige wonden en attributen als een schild, een slinger of een doodshoofd. In het hier getoonde schilderij verzamelt de man wolken, die kunnen staan voor een hogere macht, die, zoals Zeus ooit in de vorm van een wolk een geliefde tot zich nam, verlossing brengt.

## Lijst van Exposities/Collecties

### Werken in publieke of private collecties
- VAF-Stiftung, Frankfurt am Mein.
- Château du Gruyère Collectie, Gruyère.
- Achille Bertarelli Collectie, Castello Sforzesco, Milaan.
- Stichting Michetti, Francavilla al Mare.
- Museo Civico delle Cappuccine, Bagnacavallo.
- Collezione Maramotti, Reggio Emilia.

### Belangrijke shows
1992
- Esplorazioni, Chiesa di Santa Maria alla Fonte, Rivolta d’Adda, Italië. (Solo)

1994
- Memoria e desiderio, Civic Museum, Crema, Italië. (Solo)

1995
- Disegni e incisioni 1990-1995, samengesteld door Gian Franco Grechi, Municipal bibliotheek van Palazzo Sormani, Milaan, Italië. (Solo)

1996
- Disegni e incisioni 1990-1995, Salone delle Capriate, Madignano, Italië. (Solo)

1999
- Agostino Arrivabene, CFM Gallery, New York, Verenigde Staten. (Solo)

2001
- Agostino Arrivabene, Dipinti 1988-2001, samengesteld door Alberto Agazzani, Civic Museum, Crema, Italië. (Solo)
- Agostino Arrivabene, Incisioni 1988-2000, samengesteld door Alberto Agazzani, Torre della Pusterla, Casalpusterlengo, Italië. (Solo)

2002
- Mirabilia, samengesteld door Alberto Agazzani, Centro Culturale Le Muse, Andria, Italië. (Solo)
- Agostino Arrivabene, Dipinti 1992-2002, samengesteld door Alberto Agazzani en Antonio Braga, Braga Galeria, Piacenza, Italië. (Solo)
- Surrealismo padano, Da De Chirico a Foppiani, samengesteld door Vittorio Sgarbi, Palazzo Gotico, Piacenza, Italië.
- La stanza delle meraviglie, samengesteld door Giuseppe Guerzoni, Castello di Masino, Caravino, Italië.

2003
- 7ste Incontro Internazionale d’arte contemporanea. “Le Crenaux de l’art”, samengesteld door Muriel Nony, Saint-Brisson-sur-Loire, Frankrijk.

2004
- Paesaggi, Le invenzioni di un visionario, samengesteld door Giorgio Soavi, Antonia Jannone galeria, Milaan, Italië. (Solo)
- Animalia, Galleria Forni, Bologna, Italië.
- Cairo Prize, Palazzo della Permanente, Milaan.

2005
- Mirabilia naturae, samengesteld door Philippe Daverio, Antonia Jannone galeria, Milaan, Italië. (Solo)

2006
- L’inquietudine del volto da Lorenzo Lotto a Lucien Freud, samengesteld door Vittorio Sgarbi, Banca Popolare di Lodi, Lodi, Italië.

2007
- Il sole morente nella stanza azzurra, Centro Culturale Le Muse, Andria, Italië. (Solo)
- Pittura Italiana 1968-2007, bedacht door Vittorio Sgarbi, in samenwerking met Maurizio Sciaccaluga, Koninklijk Paleis, Milaan, Italië.
- Antologia della figurazione contemporanea, le ultime generazioni, samengesteld door Gilberto Algranti and Alberto Agazzani, Spazio Figurae Teknè International, Milaan, Italië.
- 13×17 Padiglione Italia, samengesteld door Philippe Daverio, Studio Berengo, Murano, Italië.
- 58ste Premio Michetti, “Nuovi pittori della realtà”, samengesteld door Maurizio Sciaccaluga, PAC, Padiglione d'Arte Contemporanea, Milaan, Italië.

2008
- Fiori, samengesteld door Barbara Frigerio, Galleria Forni, Milan Rumors, ex-dockyard Borgo Dora, Turijn, Italië.
- Rumors-Grande è la confusione sotto il cielo, La situazione è eccellente (Mao Zedong), Italian Factory, ex-arsenal Borgo Dora, Turijn, Italië.

2009
- Metamorfosi, Forni galeria, Bologna, Italië. (Solo)
- L’anima dell’acqua, Galleria Giorgio Franchetti alla Ca' d'Oro, Venetië, Italië.

2010
- Urania, Manzoni Studiecentrum, Casa Manzoni, Milaan. (Solo)
- Deliri, 53ste Festival dei Due Mondi, samengesteld door Vittorio Sgarbi, Spoleto, Italië. (Solo)
- Il respiro degli altri – Biennale Aldo Roncaglia, Castello Estense, San Felice sul Panaro, Italië.
- L’urlo del Silenzio, Le gallerie dei Gerosolimitani, Perugia, Italië.
- Premio Leonardo Sciascia Amateur des estampes, Castello Sforzesco, Milaan, Italië.
- Papier, Galleria Forni, Bologna. Italië.
- Ritratti italiani, samengesteld door Vittorio Sgarbi, Düring Foundation, Milaan, Italië.
- Fossili contemporanei, samengesteld door Vladek Cwalinski, Wannabe Gallery, Milaan, Italië.

2011
- Isterie Plutoniche, galeria Antonia Jannone, Milaan, Italië. (Solo)
- 54ste Biennale d’Arte Contemporanea di Venezia, Padiglione Italia, samengesteld door Vittorio Sgarbi, Arsenaal van Venetië, Venetië, Italië.
- Elementi 50x50x4, samengesteld door Beatrice Buscaroli, LIBRA Gallery, Catanië, Italië.
- L’ombra del divino nell’arte contemporanea, samengesteld door Vittorio Sgarbi, Palazzo Grimani di San Luca, Venetië, Italië.
- Magnifiche ossessioni, samengesteld door Arnaldo Audoli, Benappi Gallery, Turijn, Italië.

2012
- Theoin, samengesteld door Carolina Lio, First Gallery, Rome, Italië. (Solo)
- 4 Way Street, samengesteld door Luca Beatrice, Palazzo del Te, Mantua, Italië.
- Open space 2, samengesteld door Fabio De Chirico en Carmelo Cipriani, National Gallery of Cosenza, Palazzo Arnone, Cosenza, Italië.
- Anomalies, Copro Gallery, Santa Monica, Californië, Verenigde Staten.
- Nel segno dell’immagine, samengesteld door Elena Pontiggia en Alfredo Paglione, Palazzo de Mayo Map, Chieti, Italië.
- Example, Parte II, Contract, Crema, Italië.

2013
- Tó Páthei Máthos, samengesteld door Gerd Lindner, Rosaria Fabrizio en Peter Weiermair, Panorama Museum, Bad Frankenhausen, Duitsland. (Solo)
- Bein-Art Collective, Copro Gallery, Santa Monica, Californië, Verenigde Staten.
- Mad Hatters, samengesteld door Ixie Darkonn, Flower Pepper Gallery, Pasadena, Californië, Verenigde Staten.
- Trompe l’œil, Inganno per gli occhi, samengesteld door Rob Smeets, Le gallerie dei Gerosolimitani, Perugia, Italië.
- Cibo per gli occhi, Barbara Frigerio Gallery, Milaan, Italië.
- Image, samengesteld door Robert Ansell, 32 Store Street Bloomsbury, Londen, Verenigd Koninkrijk.
- The Drawing Room, samengesteld door Peter Weiermair, Ursula Blickle Stiftung, Kraichtal en Bruchsal, Duitsland.
- Lassù sulle montagne, samengesteld door Beatrice Buscaroli, Galleria Forni, Bologna, Italië.
- The 13th hour, Last Rite Gallery, New York, Verenigde Staten.
- L’acqua la luce la pietra, samengesteld door Vittorio Sgarbi, Officina della memoria e dell’immagine, Fiuggi, Italië.
- 64ste Premio Michetti, Michetti Museum, Francavilla al Mare, Italië. (eerste prijs)

2014
- Vesperbild, samengesteld door Pietro C. Marani, Giovanni Bonelli galeria, Milaan, Italië. (Solo)
- Juxtapoz Italiano, samengesteld door Matteo Sapio, Institute of Italian Culture, Los Angeles, Verenigde Staten.
- Artisti in Transito, Giovanni Bonelli Galleria, Pietrasanta, Italië.
- The Drawing Room, samengesteld door Peter Weiermair, Taxispalais, Innsbruck, Oostenrijk.
- Il volto, vijf eeuwen geschiedenis om het verhaal van kunst te vertellen, MEB Arte Studio, Borgomanero, Italië.
- Water Views, samengesteld door M. Fazzini, Galleria D'Arte Boxart, Verona, Italië.

2015
- Anabasis, samengesteld door Diego Galizzi, Bagnacavallo Museo, Ravenna, Italië. (Solo)
- Eccellenza, samengesteld door Flavio Arensi, Giovanni Bonelli Galleria, Milaan, Italië.
- Eterogenesi della Forma, samengesteld door Alberto Mattia Martini, Palazzo della Cultura, Catania, Italië.
- Cabinet Da-End, Galerie Da-End, Parijs, Frankrijk.
- Italia Docet Laboratorium, Palazzo Barbarigo Minotto, Venetië, Italië.
- Imago Mundi, samengesteld door Luca Beatrice, Fondazione Sandretto Re Rebaudengo, Turijn, Italië.
- Il Tesoro d’Italia, samengesteld door Vittorio Sgarbi, Italy Pavilion, Expo, Milaan, Italië.
- Arte e Follia, samengesteld door Vittorio Sgarbi, Palazzo della Ragione, Mantua, Italië.

2016
- Hierogamy, Cara Gallery, New York, Verenigde Staten. (Solo)
- Anastasis, samengesteld door Gianfranco Ferlisi en Alberto Mattia Martini, Casa del Mantegna, Mantua, Italië. (Solo)
- Et in Arcadia Ego, samengesteld door David Molesky, NUMU – New Museum Los Gatos, Los Gatos, Californië, Verenigde Staten.
- Cortesie per gli ospiti, samengesteld door Gianluca Marziani, Palazzo Collicola, Spoleto, Italië.
- Frontiera dell’esistenza e dell’altrove, samengesteld door Stefano Crespi, Centro Culturale Le Muse, Andria, Italië.
- Zoote, samengesteld door Luca Beatrice, Galleria Benappi, Turijn, Italië.

2017
- L’ospite parassita, samengesteld door Chatia Cicero en Alberto Zanchetta, MAC – Contemporary Art Museum, Lissone, Italië. (Solo)
- Naht Blitz, samengesteld door Giuseppe Stagnitta, Convitto Delle Arti Noto Museum, Noto, Italië. (Solo)
- L’ermeneutica del segno, samengesteld door Daniel Lucchesi, Diocesan museum, Massa, Italië. (Solo)
- Et in Arcadia Ego, samengesteld door David Molesky, William Rolland Gallery of Fine Art and Lutheran University, Thousand Oaks, Californië, Verenigde Staten.
- Museo della Follia da Goya a Bacon, samengesteld door Vittorio Sgarbi, MUSA, Museo di Salò, Salò, Italië.
- Urpflanze, la natura dell’idea, samengesteld door Alberto Mattia Martini, Dogepaleis, Massa, Italië.
- L’arte e la croce, Oltre l’immagine, samengesteld door Daniele Lucchesi, Dogepaleis, Massa, Italië.
- In Contemporane, Agostino Arrivabene, Bertozzi & Casoni, Angelo Filomeno, samengesteld door Stefania Giazzi en Virginia Monteverde, veld 46 van Palazzo Ducale, Genua, Italië.
- Museo della follia, da Goya a Maradona, samengesteld door Vittorio Sgarbi, Basilica di Santa Maria Maggiore alla Pietrasanta Napoli, Napels, Italië.
- Zona, 41 kunstenaars en poëten, Agenzia Net uno Spazio Bigli, Milaan, Italië.

2018
- Scenografie e costumi per l’opera lirica Samson et Dalila, di Camille Saint Sense. Regia di Jean Lous Grndà, Opera di Montecarlo, Principato di Monaco. (Solo)
- Tecnica mista su carta, samengesteld door Davide Sarchioni, Centro culturale Il Frantoio, Capalbio, Italië.

2019
- Contemplazioni - I Visionari, samengesteld door Vittorio Sgarbi, MUSA, Museo di Salò, Salò, Italië. (Solo)
- La Raccolta senza veli, samengesteld door Anna Lisa Ghirardi, MUSA, Museo di Salò Civica raccolta del Disegno, Salò, Italië.
- Requiem, samengesteld door Eliana Urbano Raimondi en Ivan Cenzi, Galleria Mirabilia, Rome, Italië.
- Corpo a Corpo, Een eerbetoon aan de klassieke traditie met de hedendaagse blik van 35 internationale kunstenaars, samengesteld door Carlo Sisi, Fondazione Parchi Monumentali Bardini e Peyron, Firenze, Italië.
- Museo della follia, samengesteld door Vittorio Sgarbi, Ex Cavallerizza, Lucca, Italië.
- Dedalo l’ombra del padre, samengesteld door Roberto Cresti, Centro culturale Le Muse, Andria, Italië.

2020
- Resurrectio, samengesteld door Luigi Codemo, GASC, Galleria d’Arte Sacra dei Contemporani, Milaan, Italië. (Solo)
- Visitazioni, samengesteld door Domenico Maria Papa, Museo Civico Piero Alessandro Garda, Ivrea, Italië. (Solo)